# مجتمع الفلاحيين الروسي
أبشينيا Obshchina (الروسية: общи́на)، وتعني حرفيا «الكومونة») أو مير ( (الروسية: мир)، وتعني حرفيا «المجتمع» ، أو «المجتمع الريفي» ، الأبشينيا مصطلح روسي ظهر رسمياً في القرنين التاسع عشر والعشرين، ويدل على المجتمعات الريفية الفلاحية في الإمبراطورية الروسية على عكس المزارع الفردية، أو الخاوريون.
كان يطلق على هذه المجتمعات أسم الـ (Mir) أيضاً، مجتمعات تتكون من عبيد سابقين، أو فلاحين تابعين للدولة وأحفادهم، عاشوا في قرية واحدة. وكانت تتشكل القرى من مجموعة مجتمعات ريفية، والعكس صحيح، تشكلت المجتمعات الريفية من دمج عدة قرى. كان سند الملكية للأرض منوطًا بمجلس المجتمع الريفي وليس بالفلاح الفردي. كان لأعضاء المجتمع الريفي وبشكل منظم، الحق في تخصيص حصة يزرعها كل عضو. بالإضافة إلى أنه كان يمنع بيع الملكية أو توريث الأرض إلا بموافقة الجميع. نتيجة لهذه الملكية الجماعية، كان لدى المجتمع القدرة على إعادة تقسيم وتوزيع الأرض من وقت لآخر ما بين الأسر المكونة لهذا المجتمع. بطريقة أخرى كان الإعتبار للأسر وليس للافرد، وكان للفلاح الحق في تملك الأراضي لكنه ولا يستطيع التصرف فيها بحرية.
الغالبية العظمى من الفلاحين الروس كانوا يمتلكون أراضيهم كملكية مشتركة داخل المجتمع الريفي الذي كان بمثابة حكم قروي اشتراكي. تم تقسيم الأراضي القابلة للزراعة إلى أقسام بناءً على نوعية التربة والمستفة التي تبعدها عن القرية. وكان لكل أسرة الحق في المطالبة بقطعة واحدة أو أكثر من كل قسم على حسب عدد الأفراد البالغين في الأسرة. بنفس الوقت، لم يكن الهدف من طريقة التوزيع هذه اجتماعياً (وفقاً لاحتياجات الشخص) بقدر ما كان هدفاً عملياً (ليقوم كل شخص بدفع ضرائبه). مرة أخرى، يتم إعادة توزيع (تدوير) هذه الأراضي بشكل دوري على أساس التعداد السكاني لضمان العدل. تم فرض هذا النظام من قبل الدولة قسرياً، كونها لها مصلحة في قدرة الأسر على دفع الضرائب.

## تاريخ
كان لمفهوم الأبشينيا أو المجتمع الريفي جزءاً مهماً في روسيا القديمة وكان له جذوره في المجتمعات السلافية. وقد قدم ألكسندر إيفانوفيتش تشوبروف وصفاً إحصائياً مفصلاً للمجتمع الريفي الروسي. ملكية الأرض الجماعية كانت قائمة قبل العبيد والثورة الروسية. حتى مع تطبيق إلغاء نظام العبيد (مرسوم تحرير روسيا) في عام 1861، كان من الممكن أن يحتوي المجتمع الريفي إما على عبيد أو فلاحين أحرار. في الحالة الأولى، كان توزع الأراضي على العبيد ليعملوا بها من قبل المجتمع الريفي أو من قبل المالك.
يضاف إلى ذلك، انه حتى بعد تحرير العبيد في عام 1861، كان الفلاح في عمله اليومي يتمتع باستقلالية ضعيفة عن المجتمع الريفي، يحكمه على مستوى القرية مجلس القرية (skhod). كان من بين واجبات المجلس مراقبة وإعادة توزيع الأراضي المشتركة والغابات (إن وجدت)، وجلب مجندين للخدمة العسكرية، وفرض عقوبات على الجرائم الصغيرة، وجمع الضرائب من أعضاء القرية. هذا النوع من المسؤولية المشتركة قد تغير بمرور الوقت وأصبح الآن في روسيا له معنى سلبي فأصبح يدل على عمليات التستر المتبادل (لمصالح غير قانونية).
في عام 1905، لم يكن نظام الملكية المشتركة موجود في مقاطعات البلطيق، ولكن اُستُخدم من قبل ربع الفلاحين الغربيين والجنوب الغربيين (مثل الأوكرانيين)، وثلثي فلاحي السهول و 96.9٪ في أماكن أخرى.
تم تدمير سياسة الأبشينيا بشكل فعال من خلال إصلاحات ستوليبين الزراعية (1906-1914)، والتي أدت إلى اندلاع الثورة الروسية ثم أعقب ذلك سياسة الملكية الجماعية (التجميع) في الاتحاد السوفيتي. [بحاجة لمصدر]

## البنية

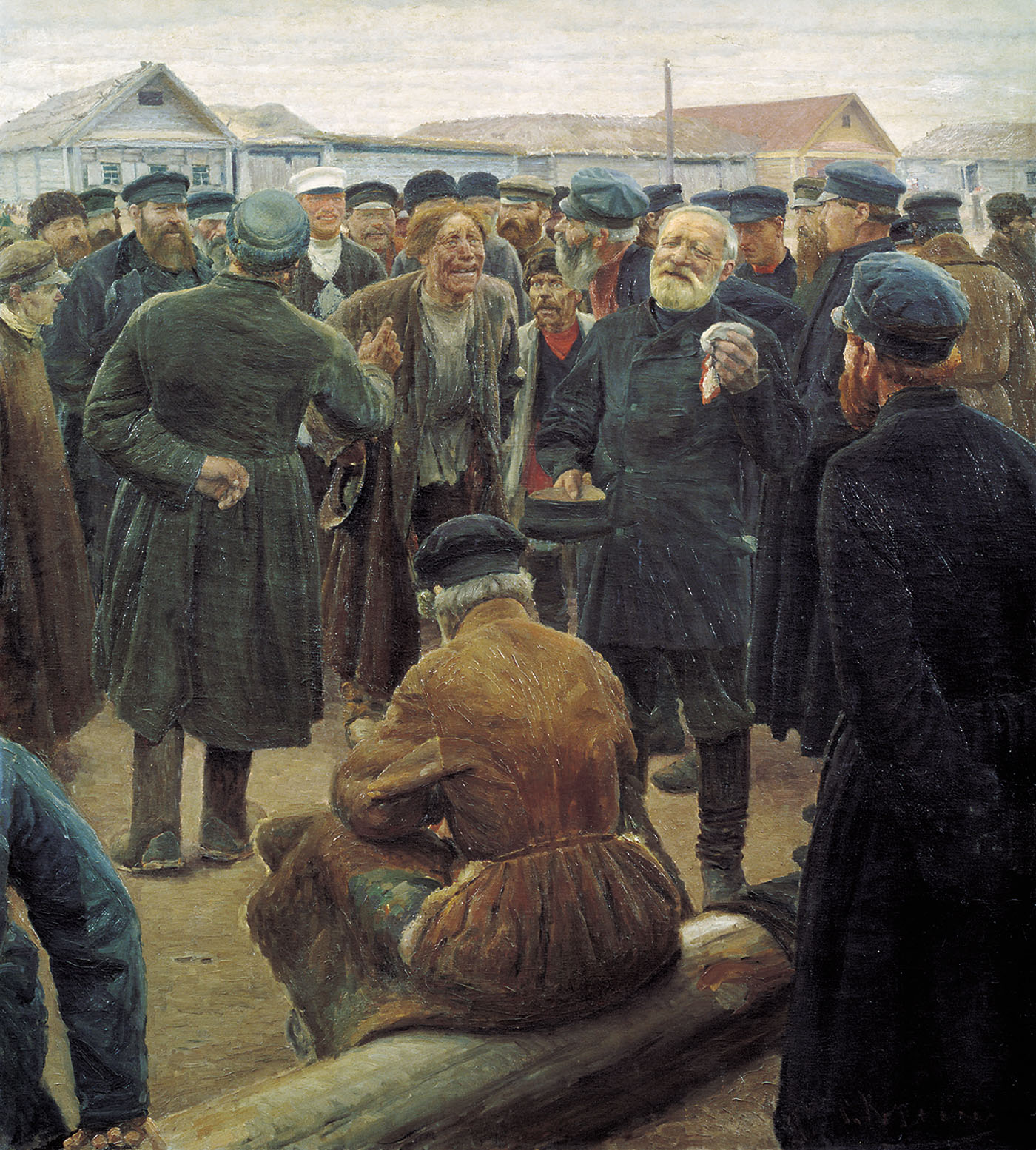
تجمع Obshchina لسيرجي كوروفين

إن تنظيم نمط الإنتاج الفلاحي هو السبب الرئيسي لنوع البنية الاجتماعية الموجودة في المجتمعات الريفية.  تؤدي العلاقة بين الفلاح كفرد، والأسرة، والمجتمع إلى بنية اجتماعية من نوع خاص، حيث تنشئ تحالفات عائلية بهدف توزيع المخاطر بين أفراد المجتمع. في الـمجتمع الريفي، تتشكل التحالفات بين الأسر عن طريق الزواج وعلاقات القرابة (مثل العشيرة). عادة، ما يترأس كبار أفراد الأسرة مجلس القرية  للتحكم في إعادة توزيع الأرض. وبهذه الطريقة تجتمع العائلات معاً لتشكيل مجتمع قروي يجعل عملية دفع الضرائب أكثر عدلاً ولتأسيس مفهوم العلاقات المتبادلة/ التشاركية. يكتب جوفان هاو: «العلاقات الاقتصادية القائمة على أساس العلاقات التوزيعية: من خلال عدة أشكال من عمليات التبادل إن كان بالمنتجات أو بالعمالة، فإن الاختلالات المؤقتة مثل عدم كفاية القوة العمالة (كما الحال في الأسر حديثة النشأة أو في حال حصل وفاة)، والتي يضع الأسرة في وضع انجابي (عددي) غير كفؤ بالمقارنة مع حلفائها، فيتم تسوية هذه الاختلالات عن طريق العلاقات التبادلية». بالإضافة إلى ذلك، كان لنظام التحالف حقوق مجتمعية تكميلية، مثل مشاركة العمالة أثناء فترات نقصها بالإضافة إلى العلاقات التوزيعية. علاوة على ذلك، كان للوقت أثر في شكل تنظيم المجتمع القائم على أساس التحالفات وبهدف تقاسم المخاطر. يكمل هاو أن «التقويم التقليدي للفلاحين الروس كان يحكم الحياة اليومية. فأسماء التواريخ، وكيف جمعت الفترات بالتقويم، وتقسيم الأيام في الأسبوع، والأمثال الشعبية مرتبطة بهذا التقويم، كلها تحوي معلومات مشفرة حول ماهية المهام الواجب القيام بها بالنسبة للوقت، ومتى لا يجب القيام بها، ومتى يكون ضرورياً القيام بأعمال رمزية، ومتى موعد المشاركة في الطقوس والاحتفالات الإلزامية».
شكل الفلاحون (أي ثلاثة أرباع سكان روسيا) طبقة منفصلة،  لا تخضع للقانون العام بل تحكمهم عاداتهم المحلية. المجتمع الريفي وعاداته من العصور القديمة، فتحرير العبيد في عام  1861 سحب المجتمع الريفي من الولاية القضائية الرسمية، وأعطى الفلاحين حكماً ذاتياً. وعلى إثره شكلت مجالس للقرى، التي تكونت من جميع أصحاب البيوت الفلاحين. وكان الفلاحون يقومون بإنتخاب شيخ لقريتهم (starosta) ويكون مسؤولاً عن جمع الضرائب، على الأقل حتى مرسوم (ukaz) في تشرين الأول 1906 الذي ألغى المسؤولية المجتمعية عن دفع الضرائب، لتصبح الضرائب المفروضة على البلدية مسؤولية فردية. وايضاً أدى لتجميع عدد من القرى في volost (وحدة للتقسيم الإداري) يمثله مجلس يتألف من مندوبين منتخبين من القرى.
تمت حماية القرى من الإفلاس بموجب القاعدة التي تنص على أنه لا يمكن حرمان الأسر من منازلها أو الأدوات اللازمة للزراعة؛ ولا يمكن حرمان القرى من أرضهم.

## عرض على الأبشينيا
أصبح المجتمع الريفي موضوعاً في الفلسفة السياسية مع نشر كتاب أغسطس فون هاكسهاوزن في عام 1847. في منتصف القرن التاسع عشر اكتشف السلافوفيليون (عشاق السلاف ) مبدأ المجتمع الريفي. ورحب القوميون الرومانسيون والسلافوفيليون بالفكرة باعتبارها فكرة روسية بحتة، قديمة وعريقة؛ وبعيدة عن العقلية البرجوازية الموجودة لدى أوروبا الغربية. على الرغم من ان نشر الكتاب كان أمراً صغيراً، إلا أنه قد استخدام نظام المجتمع الريفي كأساس للنظريات المثالية الروسية المتعلقة بالشيوعية، والطوائف، والأراضي المشتركة، والتاريخ، والتقدم، وطبيعة الجنس البشري نفسه.

مع النصف الثاني من القرن التاسع عشر، واجه السلافوفيليون وجة النظر الغربية المعارضة. حيث جادل بوريس شيشيرين، المتحدث باسم المدرسة الغربية، بأن المجتمع الريفي(أبشينيا) لم يكن قديمًا ولا خاصًا بروسيا. وأردفت المدرسة الغربية بأن المجتمع الريفي (أبشينيا) كان قد نشأ في أواخر القرن السابع عشر إلى أوائل القرن الثامن عشر ولم يكن يدعوا إلى نوع من العقد الاجتماعي أو نابع من غريزة مجتمعية/ تشاركية. بل كان على العكس من ذلك، كان ابتكارًا ملكيًا، تم إنشاؤه وفرضه لغرض تحصيل الضرائب. مهما كانت موضوعية وجهتا النظر، فقد اتفقت المدرستان على أن المالك والدولة لعبوا دورًا حيويًا في تطوير (إن لم يكن أصل) المجتمع الريفي (أبشينيا):
عندما تكون الأراضي (الصالحة للزراعة) نادرة، يميل الشكل الجماعي للملكية للسيادة، ولكن متى ما كانت وفيرة يتم استبدالها بملكية الأسرة.
علق الفلاسفة الروس في القرن التاسع عشر على أهمية نسب المجتمع الريفي (أبشينيا) كميزة فريدة تميز روسيا عن البلدان الأخرى. فمثلا الفيلسوف ألكسندر هيرزن، أشاد بهذه المؤسسة ما قبل الرأسمالية باعتبارها بذرة المجتمع الاشتراكي المستقبلي. اعتبر خصمه السلافي أليكسي خومياكوف “الأوبشينا” رمزًا للوحدة الروحية والتعاون الداخلي للمجتمع الروسي وصاغ «فلسفة أوبشينا» المتطورة التي سماها “سوبورنوست”.

أعتبرت الحركة الاشتراكية الأوروبية هذا التنظيم دليلاً على أن الفلاحين الروس لديهم تاريخ من التنشئة الملكية المجتمعية/ الإشتراكية ويفتقرون إلى الدوافع البرجوازية نحو الملكية:
روسيا هي الدولة الأوروبية الوحيدة التي استمرت فيها «المجتمع الزراعية» على مستوى البلاد حتى هذا اليوم. إنها ليست فريسة غزو أجنبي، مثل جزر الهند الشرقية، ولا تعيش حياة معزولة عن العالم الحديث. فمن ناحية، تسمح الملكية المشتركة للأرض بتحويل الزراعة الفردية في قطع الأراضي بشكل مباشر وتدريجي إلى زراعة جماعية، حيث يعلم الفلاحون الروس كيف يتصرفون ويزرعون الأراضي غير المقسمة؛ ويعرف الفلاح الروسي كيف يعمل ضمن مجموعة وكيف تتعاون المجموعة لأداء العمل ( وهذا يرد على الكذبة المادية للحراثة الآلية)، الأمر الذي يسهل الانتقال من العمل الجزئي إلى العمل التعاوني؛ وأخيراً، فإن المجتمع الروسي، الذي عاش طويلاً على حسابه، يدان له بالتقدم اللازم لمثل هذا الانتقال. من ناحية أخرى، فإن معاصرة الإنتاج الغربي، الذي يهيمن على السوق العالمية، يسمح لروسيا بأن تدمج وتستفيد من جميع المكتسبات الإيجابية التي ابتكرها النظام الرأسمالي، تدمجها وتطبقها في مجتمعاتها، دون الحاجة ليتعرضوا للإذلال مثل هزيمة الرومان في معركة Caudine Forks.

### استشهاد عام
- ريتشارد بايبس روسيا في ظل النظام القديم

## روابط خارجية
- مير - infoplease نسخة محفوظة 5 يونيو 2011 على موقع واي باك مشين.